# 프란체스코 1세 데 메디치
프란체스코 1세 데 메디치(이탈리아어: Francesco I de' Medici, 1541년 3월 25일 ~ 1587년 10월 19일)는 제2대 토스카나 대공으로 1574년부터 1587년까지 다스렸다. 그의 장성한 큰 딸 엘레오노르는 만토바 공작과 결혼하였고, 둘째딸 마리는 프랑스 왕 앙리 4세의 두번째 왕비가 되어 훗날 프랑스 왕에 즉위하는 루이 13세를 낳았다.
두번 결혼하였으나 2명의 장성한 딸만 있었을뿐 합법적인 아들이 없었기에 동생인 페르디난도 1세가 토스카나 대공 자리를 물려 받았다.

## 일대기

### 어린 시절
피렌체 출신인 그는 토스카나 대공 코시모 1세 데 메디치와 엘레오노라 디 톨레도의 아들이며, 1564년에 그의 아버지를 대신하여 섭정을 시작하였다.

### 통치
1576년 황제 막시밀리안 2세는 프란체스코 1세에게 대공의 지위를 정식으로 수여하고 토스카나를 대공작령으로 승격시켰다. 아버지 코시모 1세는 1569년 8월에 교황 비오 5세로부터 토스카나 대공에 임명받은 적이 있다. 전통적으로 이탈리아는 신성로마제국 황제의 관할권하에 있었으므로 이는 교황이 황제의 권한을 침해한 행위였다. 성직자 서임권이 교황에게 있다면 세속 군주의 작위수여는 황제의 고유권한이었기 때문이다. 그러나 프란체스코 1세는 아버지 코시모 1세와는 달리 황제로부터 작위를 수여 받음으로 인해 대공이라는 지위가 확고해졌다. 토스카나 대공국이라는 것도 공인받게 되었다.
프란체스코도 아버지를 닮아 대개 독재적인 모습을 자주 보였지만, 코시모가 피렌체의 독립을 유지했던 반면에 프란체스코는 자신의 장인인 황제를 비롯한 신성 로마 제국 황제들의 가신처럼 행동했다. 무거운 징세 대상이었던 그는 제국에 어마어마한 금액을 지급하라는 요구를 계속해서 받았다.
그는 제조업과 과학에 대해 아마추어적인 흥미를 보였다. 그는 자기와 석기 제품을 대규모로 생산하였지만, 그가 죽은 뒤에 모두 흐지부지되었다. 그는 예술을 후원했던 아버지의 사업을 이어갔다. 예술가들을 후원했으며 아카데미아 델라 크루스카를 설립했을 뿐만 아니라 메디치 극장 건물을 세웠다. 그는 또한 화학과 연금술에도 깊은 흥미를 보였으며 자신의 개인 실험실과 골동품 수집에 많은 돈을 투자했다. 취미 삼아 그는 베키오 궁전의 스튜디올로에 자신이 모은 자연의 소재를 전시해 아마추어적인 화학과 연금술 실험을 해보았다.

## 결혼 생활

### 초혼
1565년 12월 18일에 신성 로마 제국의 막시밀리안 2세의 막내 여동생인 오스트리아의 요하나와 결혼하였다. 결혼생활은 행복하지 못했다. 요하나는 평범한 외모에 차가운 성격의 소유자인데다가 지나치게 오스트리아 합스부르크 가문 출신이라는 자부심만 대단하여 노골적으로 피렌체인들을 업신여겼다. 프란체스코 1세는 그녀에게 무관심했으며 피렌체 인들은 오스트리아 출신인 그녀를 좋아하지 않았다.
프란체스코 1세는 정부 비앙카 카펠로를 좋아했고, 요하나 앞에서도 카펠라에게 애정을 표현하며 들어내놓고 요하나를 무시했다. 요하나는 기회가 있을 때마다 오빠 황제 막시밀리안 2세에게 남편에 대한 불만을 토로했다. 이로인해 부부간에 끊임없이 갈등하였고 요하나는 피렌체 생활에 적응하지 못하고 향수병에 시달렸다. 요하나와의 사이에서 일곱 명의 자녀가 태어났지만 대부분이 어려서 죽었고 장성한 자녀는 만토바 공작 부인이 된 엘레오노르와 프랑스 국왕 앙리 4세의 왕비가 된 마리 드 메디시스 딸 2명 뿐이었다.
1578년 4월 10일, 여덟 번째 아이를 임신한 요하나는 계단에서 굴러 떨어졌다. 몇 시간 후, 그녀는 아들을 낳았으나 아이는 곧 죽었다. 그리고 아내 또한 다음날 4월 11일에 사망했다. 아내가 죽은후 얼마안된 시점에 정부 비앙카 카펠로와 비밀리에 결혼하였다. 다음해 1579년 6월 10일에 결혼 사실을 공표하자, 정부와 결혼하기 위해 첫 부인을 살해했다는 루머가 나돌았다. 그러나 현대에 들어 의학적인 조사를 실시한결과 출산으로 인한 사망으로 공식 보고되었다. 아이가 팔을 먼저 내밀었고, 요하나는 자궁 파열로 고생했다고 한다. 요하나는 척추 측만증을 앓고 있었기에 척추와 골반이 심하게 변형되어 있었다. 그녀의 골반 상태를 보면 그녀의 출산은 매우 힘들었을 것이라고 한다.

### 재혼
아내가 사망한후 남편 프란체스코는 1576년에 그의 사생아 돈 안토니오를 낳은 베네치아 출신 정부 비앙카 카펠로와 결혼하였다. 프란체스코는 비앙카를 위해 훌륭하게 장식된 빌라 디 프라톨리노를 선물로 주었다고 한다. 그러나 피렌체 시민들은 그녀를 좋아하지 않았다. 정식 결혼후에 두 사람 사이에는 아이가 없었지만, 프란체스코는 그녀가 이전의 결혼에서 낳은 아이들인 딸 펠레그리나와 아들 안토니오를 입양하였다.

## 사망
프란체스코 1세는 부친 코시모 1세처럼 개인 사업을 계속하여 큰 재산을 축적했다. 그가 죽고난뒤 벨베데레 성채에 모아놓은 많은 보물이 발견되기도 했다. 1587년 10월 9일과 10일에 포조 아 카이아노의 메디치 빌라에서 프란체스코 1세와 비앙카가 사망했다. 당시 사인은 말라리아 혹은 독살된 것으로 추정된다. 2006년, 피렌체 대학의 법의학 및 독성학 전문가들은 비소 중독의 증거가 발견되었다고 영국 의학 저널에 보고했지만, 2010년에 말라리아를 일으키는 기생충이 있었다는 증거가 프란체스코 1세의 유해에서 발견되었다. 형의 뒤를 이어 토스카나 대공이 된 페르디난드 1세는 비앙카가 메디치 가문의 공식적인 구성원이 아니라는 이유를 들어 메디치 가문의 장지에 묻히는 것을 허락하지 않았다. 비앙카는 성 베드로 성당 아래에 있는 공동묘지에 묻혔을 것으로만 알려져 있다.

## 자녀
프란체스코는 요하나와의 사이에 총 일곱 명의 아이를 두었는데, 이중에 장성한 자녀는 2명의 딸뿐이다.
- 엘레오노라 데 메디치 (1566년 3월 1일 – 1611년 9월 9일), 만토바 공 빈첸초 곤차가(1582-1612)와 결혼하였다.
- 로몰라 (1568년 11월 20일 – 1568년 12월 2일)
- 안나 데 메디치 (1569년 12월 31일 – 1584년 2월 19일)
- 이사벨라 (1571년 9월 30일 – 1572년 8월 8일)
- 루크레치아 (1572년 11월 7일 – 1574년 8월 14일)
- 마리아 데 메디치 (1573년 – 1642년), 1600년 앙리 4세와 결혼하여 프랑스의 왕비가 되었다.
- 필리포 데 메디치 (1577년 5월 20일 – 1582년 3월 29일)